# Ángel Garachana Pérez
Ángel Garachana Pérez es un obispo católico de origen español Obispo emérito de San Pedro Sula en Honduras.

## Biografía
Nació en la localidad de Barbadillo de Herreros, en Burgos, España el 3 de septiembre de 1944. Sus padres fueron Calixto Garachana  y Joaquina Pérez.

### Sacerdote

#### Estudios y títulos obtenidos
- Cursó sus estudios de humanidades en Beire (Navarra) y Castro Urdiales (Cantabria), seminarios de los misioneros claretianos, Provincia religiosa de Castilla, durante los cursos de 1958 al 1963.
- Cursó los estudios eclesiásticos de filosofía en Santo Domingo de la Calzada (La Rioja).
- Cursó los estudios teológicos en Roma y Salamanca.
- Obtuvo la licenciatura en Teología por la Universidad Pontificia de Salamanca.

#### Ordenación
Fue ordenado sacerdote el 19 de marzo de 1972.

##### Cargos como sacerdote
- Coadjutor a la parroquia Nuestra Señora de Guadalupe de San Pedro Sula.
- Consiliario Diocesano del Movimiento de Cursillos de Cristiandad.
- Formador de seminaristas claretianos.
- Profesor de teología y de gobierno de las comunidades claretianas.
- Superior Provincial de los misioneros claretianos de Castilla.

## Obispo

### Nombramiento
El Papa Juan Pablo II lo nombró V obispo de San Pedro Sula el 11 de noviembre de 1994.

### Ordenación Episcopal
Fue ordenado obispo el 3 de febrero de 1995. El obispo saliente de la Diócesis de San Pedro Sula Monseñor Jaime Brufau, mostró su felicidad a quien dejaba el encargo de la Diócesis.

#### Obispos consagrantes
- Consagrador Principal:
  - Excmo. Mons. Oscar Andrés Rodríguez Maradiaga, Arzobispo de Tegucigalpa
- Co-Consecradores Principales:
  - Excmo. Mons. Jaime Brufau Maciá, CM † Obispo Emérito de San Pedro Sula
  - Excmo. Mons. Luis Gutiérrez Martín, CMF † Obispo Titular de Tisedi

### Presidente de la Conferencia Episcopal de Honduras
Fue elegido por los Obispos de Honduras como presidente de la Conferencia Episcopal de Honduras.

### Gustos
Es amante de los deportes, en especial del fútbol y de la pelota vasca.

### Renuncia
El 26 de enero de 2023 fue aceptada su renuncia al gobierno pastoral de la diócesis de San Pedro Sula por límite de edad.